# Vene talamice laterodorsale
Venele talamice laterodorsale sunt venele pereche (dreaptă și stângă) (latină venae latero-dorsales thalami dextra et sinistra) provin fiecare din partea dorsală laterală a jumătății corespunzătoare a talamusului. Benno Shlesinger în 1976 a clasificat aceste vene ca aparținând grupului lateral al venelor talamice (venae laterales thalami). 